# Dulepska
Dulepska is een plaats in de gemeente Vrbovec in de Kroatische provincie Zagreb. De plaats telt 159 inwoners (2001).